# Chump Change
"Chump Change" is een instrumentaal nummer, geschreven door de componist Quincy Jones en acteur Bill Cosby. Het nummer verkreeg in Nederland bekendheid door de tune van het NPO Radio 1-programma NOS Langs de Lijn.
Chump Change werd voor het eerst gebruikt als hoofdthema voor The New Bill Cosby Show uit 1972 op CBS, waar het orkest van Jones voor muziek zorgde. Het kwam in 2024 voor het eerst in de Top 2000, de eindejaarslijst van NPO Radio 2; op positie 1053.

## Hitnoteringen

### NPO Radio 2 Top 2000
Chump Change stond in 2024 voor het eerst in de NPO Radio 2 Top 2000, op plek 1053.